# Эркелльюнга
Эркелльюнга (швед. Örkelljunga) — город в лене Сконе в Швеции. Административный центр коммуны Эркелльюнга (с 1971).
Расположен на юге страны в исторической провинции Сконе. Находится на северо-западе провинции Сконе.
Площадь — 5,64 км².

## Население
| Год  | Численность | Численность |
| ---- | ----------- | ----------- |
| 2010 | 4818        | [ 3 ]       |
| 2015 | 5193        | [ 4 ]       |
| 2016 | 5195        | [ 4 ]       |
| 2017 | 5260        | [ 4 ]       |
| 2018 | 5344        | [ 1 ]       |
| 2019 | 5442        | [ 5 ]       |
| 2020 | 5534        | [ 6 ]       |
| 2023 | 5507        | [ 2 ]       |

По состоянию на январь 2020 года население составляло 5534 человек.
Плотность —	854 чел/км².

## История
Первые упоминания относятся к XIV веку. В 1307 году здесь встретились герцог Сёдерманландский Эрик Магнуссон и Вальдемар Магнуссон с одной стороны и король Швеции Биргер Магнуссон и король Дании Эрик VI для заключения перемирия.
Рядом с городом проходит Европейский маршрут E04.

## Галерея

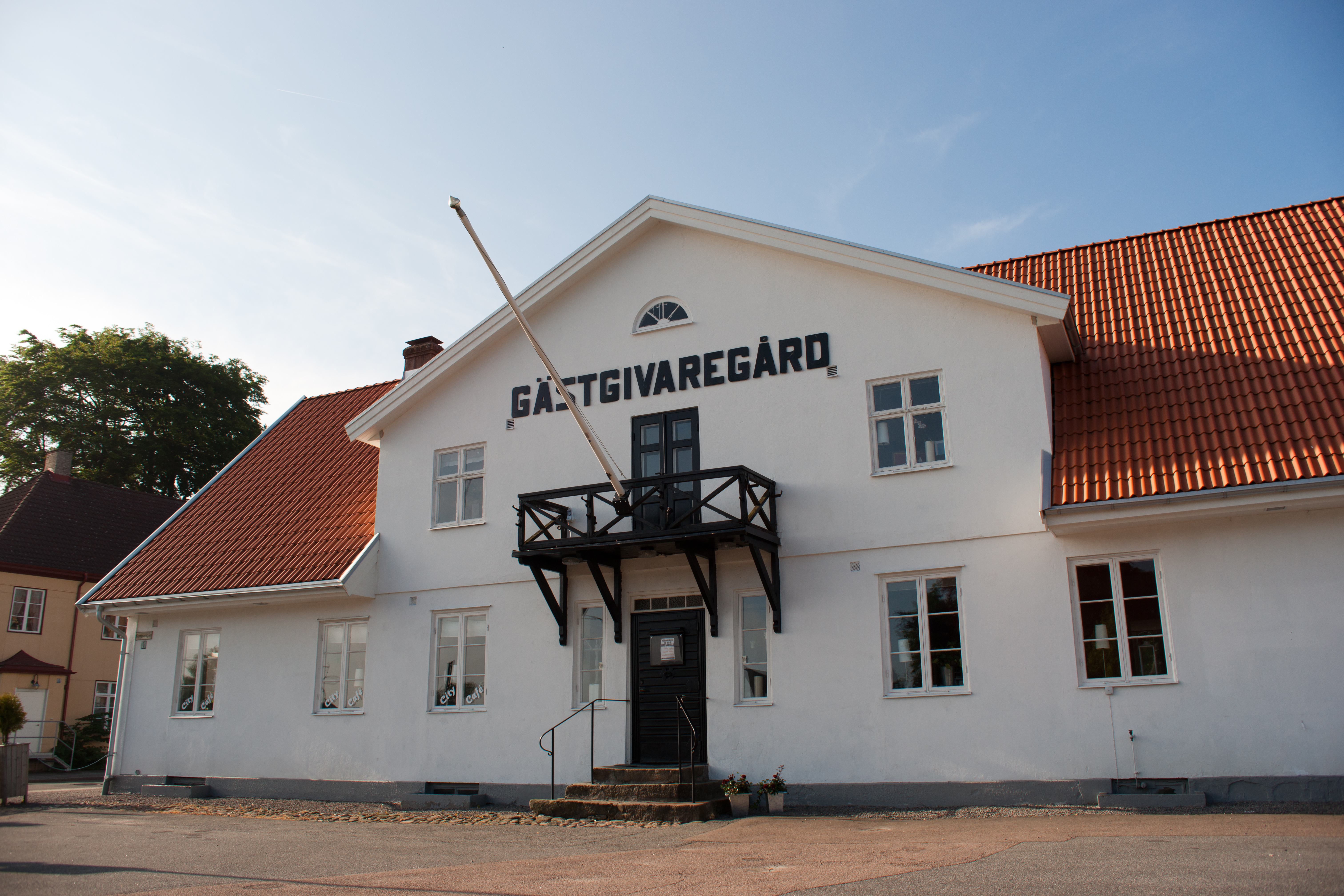
Town hall Эркелльюнга
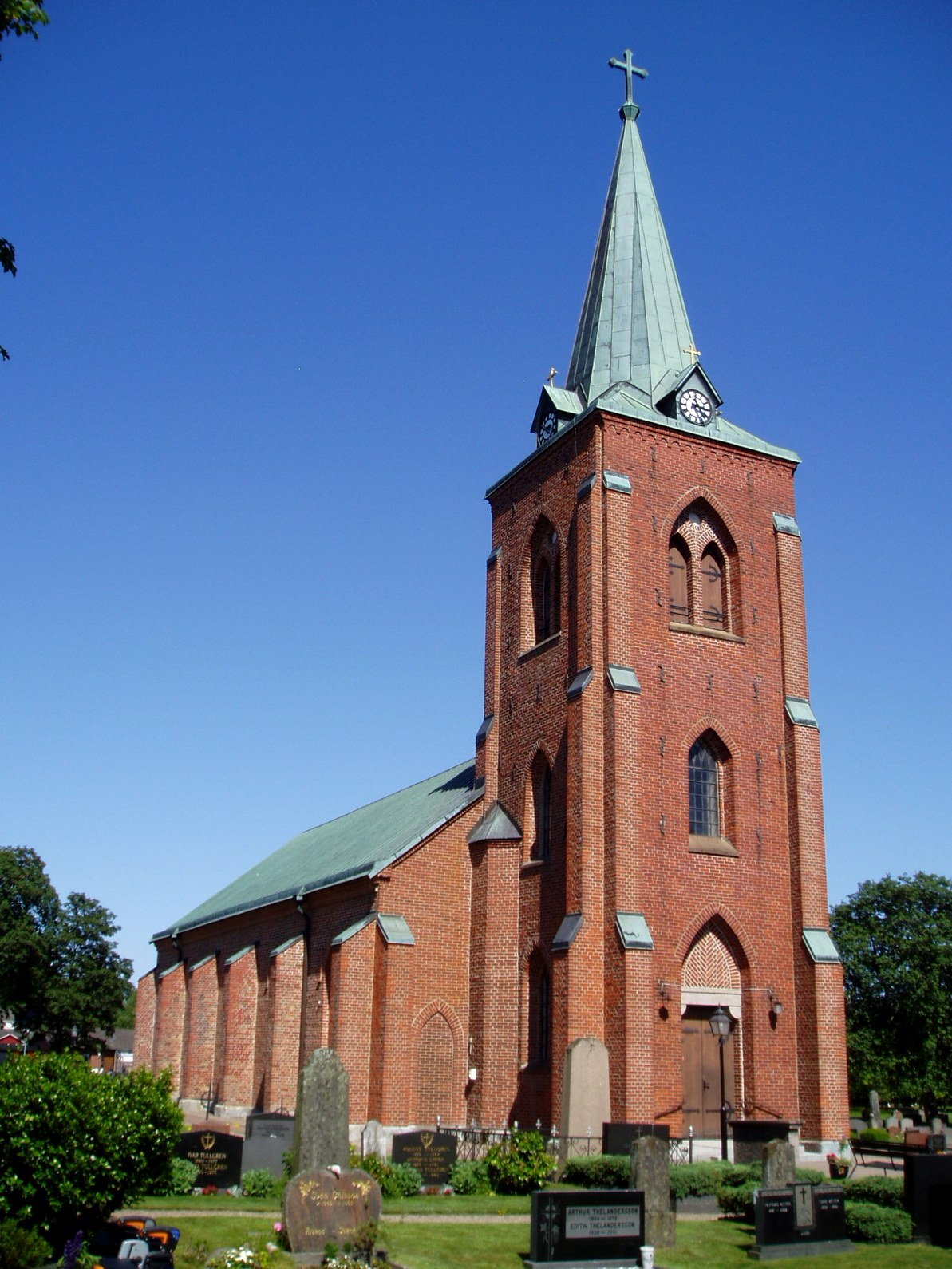
Церковь
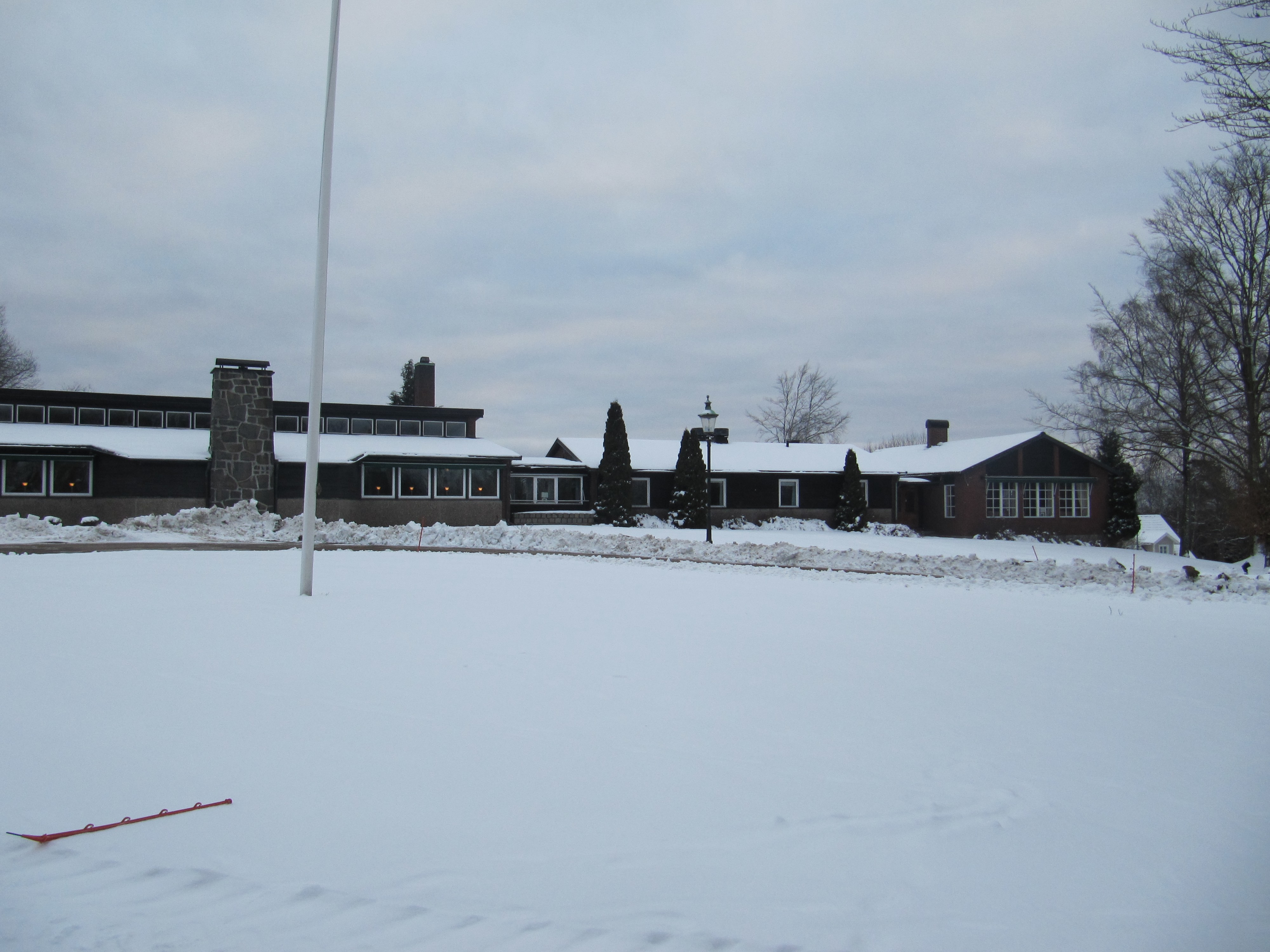